# 12868 Onken
12868 Onken (1998 MZ7) là một tiểu hành tinh vành đai chính.